# Strongylophthalmyia paula
Strongylophthalmyia paula är en tvåvingeart som beskrevs av Shatalkin 1993. Strongylophthalmyia paula ingår i släktet Strongylophthalmyia och familjen långbensflugor. Inga underarter finns listade i Catalogue of Life.